# 鳥取県道323号若葉台東町線
鳥取県道323号若葉台東町線（とっとりけんどう323ごう わかばだいひがしまちせん）は、鳥取県鳥取市を通る一般県道である。

## 概要
鳥取市若葉台南1丁目から鳥取市西町1丁目に至る。本路線は津ノ井バイパス開通前（2001年（平成13年）3月17日以前）の国道29号である。津ノ井バイパス開通により旧道化した部分が2001年（平成13年）4月1日に本路線に移行した。

### 路線データ
- 起点：鳥取県鳥取市若葉台南1丁目（若葉台交差点、国道29号交点）
- 終点：鳥取県鳥取市西町1丁目（鳥取県庁交差点、国道53号本線・国道53号別線交点）
- 総延長：7,223 m

## 歴史
- 2001年（平成13年）3月31日 - 鳥取県告示第234号により認定[1]。

## 路線状況

### 道路施設

#### 橋梁
- 杉崎橋（洞ノ川、鳥取市）
- 面影橋（袋川、鳥取市）
- 吉方橋（袋川、鳥取市）

## 地理

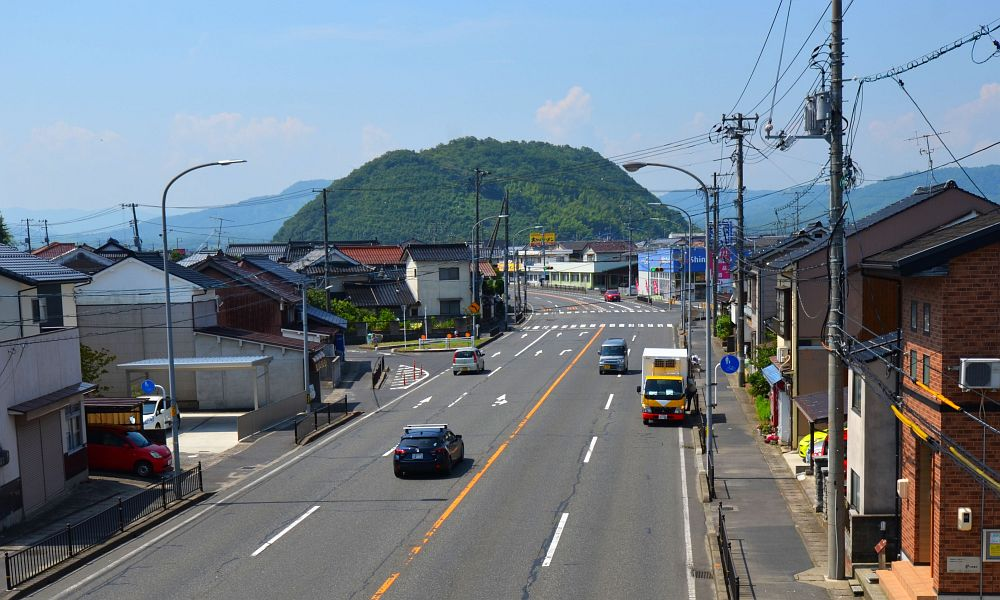
鳥取市雲山付近。正面に見えるのは大路山。

### 通過する自治体
- 鳥取県
  - 鳥取市

### 交差する道路
| 交差する道路                                                                      | 交差する場所       | 交差する場所          |
| --------------------------------------------------------------------------------- | ------------------ | --------------------- |
| 国道29号                                                                          | 若葉台南1丁目      | 若葉台交差点 / 起点   |
| 国道29号                                                                          | 紙子谷（かごだに） | [ 注釈 1 ]            |
| 鳥取県道226号国安桂木線 / 鳥取広域農道 鳥取市道2010136号久末生山線 / 鳥取広域農道 | 桂木               | 津ノ井交差点          |
| 鳥取県道194号津ノ井国府線                                                         | 津ノ井             | 津ノ井駅前交差点      |
| 鳥取県道247号卯垣正蓮寺線                                                         | 桜谷               | 邑法高架橋下交差点    |
| 鳥取県道251号国府正蓮寺線 鳥取県道293号鳥取郡家線                                 | 正蓮寺             | 正蓮寺交差点          |
| 鳥取県道26号秋里吉方線 鳥取県道31号鳥取国府岩美線                                 | 南吉方3丁目        | 産業道路交差点        |
| 鳥取県道43号鳥取福部線                                                            | 吉方温泉4丁目      | 吉方温泉4丁目交差点   |
| 鳥取県道291号鳥取国府線                                                           | 吉方町2丁目        | 吉方町2丁目交差点     |
| 鳥取県道184号樗谿公園線                                                           | 大工町頭           | 樗谿入口交差点        |
| 国道53号 / 本線 国道53号 / 別線 国道373号 / 本線 重複 国道373号 / 別線 重複       | 西町1丁目          | 鳥取県庁交差点 / 終点 |

### 交差する鉄道
- 山陰本線

### 沿線
- 旧国道29号（全線）
- 公立鳥取環境大学
- 鳥取市立津ノ井小学校
- JR西日本因美線 津ノ井駅
- 鳥取県庁
- 鳥取敬愛高等学校